# Willy Vaterlaus
Willy Vaterlaus (* 17. März 1922 in Aeschi bei Spiez) ist ein Schweizer Jazz- und Unterhaltungsmusiker (Trompete).

## Leben und Wirken
Vaterlaus machte eine Lehre als Musikinstrumentenbauer. Seit dieser Zeit begann er in verschiedenen Amateurorchestern zu spielen, zunächst als Klarinettist und Saxophonist, bevor er zur Trompete wechselte, die er auf der Musikakademie in Zürich erlernte. Von November 1941 bis Januar 1942 spielte er im Kursaal in Zürich im Orchester von Teddy Weber, anschliessend bei C. V. Mens in Basel.
Nach Ableistung des Grundwehrdienstes beim Militärspiel (1942) wurde Vaterlaus Mitglied im Orchester von James Kok, mit dem er in Fribourg, Lausanne, La-Chaux-de-Fonds und Zürich auftrat. Zwischendurch gehörte er zum Tanzorchester von Rene Schmassmann, um dann wieder bei Kok und Mens (1944/45) zu wirken. 1946 gehörte er zum Ensemble von Max Oberlé, mit der er im Maxim in Genf, in der Taverne in Ascona und im Cecil in Lugano spielte. Im Oktober 1946 engagierte Bruno Bandini Vaterlaus als Trompeter bei den Lanigiros, mit denen er die Wintersaison 1946/47 im Badrutt’s Palace in St. Moritz und anschliessend mehrere Monate in Basel engagiert war. Von Juni 1947 bis Frühjahr 1949 gehörte Vaterlaus zum Orchester von Hazy Osterwald, mit dem er auch aufnahm. 1949 verbrachte er die Sommersaison mit dem Orchester von Bob Huber im Casino in Genf und war anschliessend noch einmal mit Max Oberlé auf Tournee. Von 1950 bis 1960 gehörte Vaterlaus zum Orchester von Jean Rings, um dann mit Jo Grandjean zu arbeiten. Nach weiteren Engagements in Kleingruppen, etwa in Montreux, zog er sich von den Bühnenauftritten zurück.